# Zarośle (Brzozowe Błota)
Zarośle – osada wsi Brzozowe Błota, w Polsce, w województwie kujawsko-pomorskim, w powiecie tucholskim, w gminie Śliwice.
Osada położona jest w pobliżu trasy dawnej magistrali węglowej Maksymilianowo – Kościerzyna – Gdynia (stacja PKP "Zarośle").
W latach 1975–1998 miejscowość administracyjnie należała do województwa bydgoskiego.